# Manaslu
De Manaslu (मनास्लु, ook bekend als Kutange) is de op zeven na hoogste berg op aarde, gelegen in de Gorkha Himal in het Nepalese deel van de Himalaya. De naam 'Manaslu' komt van het Sanskrietse woord 'Manasa' en kan worden vertaald als "Berg van de Ziel".
Tot begin vijftiger jaren van de vorige eeuw was de Manaslu nauwelijks bekend. De Brit H. W. Tilman, leider van een expeditie in 1950, was een van de eerste westerse bezoekers die de Manaslu zag. Hij geloofde dat er een mogelijke route naar de top was via het noordwesten. In de jaren hierna werden vier Japanse verkenningstochten uitgevoerd om mogelijke toegangswegen tot de top te vinden.
Op 9 mei 1956 werd de Manaslu uiteindelijk bedwongen via de noordoostflank door een Japanse expeditie onder leiding van Maki Yūkō. De expeditie bestond onder andere uit de Japanners Toshio Imanishi, Kiishiro Kato, Minoru Higeta en de sherpa Gyaldzen Norbu. Toshio Imanishi en Gyaldzen Norbu waren uiteindelijk de eersten op de top.

## Manaslu Circuit
De trekroute om de Manaslu is een trektocht van circa drie weken. De tocht gaat door een zogenaamde "Restricted Area".
De trek start vanuit Arughat (570 m) of vanuit Gorkha. Vanuit Arughat loopt men circa vijf dagen in noordelijke richting in het smalle dal van de Budhi Gandaki. Vanuit Gorkha begint de tocht met een oversteek over de Rupina La (4720 m) naar het hoofddal; vanaf de Rupina La is er uitzicht op het Ganesh Himal.
Na verloop van tijd opent het dal zich min of meer in een hoogvlakte met daarin de dorpen Lho (3020 m), Samagaon (3390 m) en Samdo (3690 m). De invloed van de Tibetaanse cultuur is hier duidelijk zichtbaar. Over de Larkya La (ca. 5000 m) gaat het verder naar Birethanti.
Vanaf hier is het nog twee dagen trekken naar het dal van de Marshyangdi Khola en het bekendere Annapurna Circuit. Gecombineerd met het Annapurna Circuit is het mogelijk om in drie dagen Besisahar te bereiken.